# Iberia (automòbil)
Iberia fou la marca comercial amb què l'empresa madrilenya Automóviles Iberia, amb seu al número 1 del carrer Palafox de Madrid, presentà dos automòbils (tres segons altres fonts) durant el I Saló de l'Automòbil de Madrid, celebrat el maig de 1907. Juntament amb els catalans Hispano-Suiza i Catalonia, Iberia fou un dels tres únics fabricants d'automòbils de l'estat espanyol que participà en aquell certamen. Al capdavant de l'empresa hi havia l'enginyer barceloní Manuel Vehil, d'altra banda un conegut genet de polo.
Després d'aquesta presentació, Iberia s'anuncià en algunes publicacions escrites i presentà una gamma per al 1908, consistent en diversos automòbils de quatre cilindres i altres tipus de vehicles, però tret d'això no es tornà a tenir cap altra notícia de l'empresa.
Uns anys més tard, cap a 1923, un altre fabricant d'automòbils de Saragossa en presentà algun amb la mateixa marca, Iberia.